# Saint-Georges-les-Bains
Saint-Georges-les-Bains é uma comuna francesa na região administrativa de Auvérnia-Ródano-Alpes, no departamento de Ardèche. Estende-se por uma área de 14,11 km². Em 2010 a comuna tinha 2 411 habitantes (densidade: 170,9 hab./km²).